# Hulewicze (obwód brzeski)
Hulewicze (biał. Гулевічы, Hulewiczy; ros. Гулевичи, Gulewiczi) – wieś na Białorusi, w obwodzie brzeskim, w rejonie kamienieckim, w sielsowiecie Nowickowicze, w granicach Parku Narodowego „Puszcza Białowieska” i przy drodze republikańskiej R98.

## Historia
W XIX i w początkach XX w. położone były w Rosji, w guberni grodzieńskiej, w powiecie brzeskim, w gminie Dmitrowicze.
W dwudziestoleciu międzywojennym leżały w Polsce, w województwie poleskim, w powiecie brzeskim, w gminie Dmitrowicze. W 1921 miejscowość liczyła 111 mieszkańców, zamieszkałych w 23 budynkach, w tym 64 Polaków i 47 Białorusinów. 103 mieszkańców było wyznania prawosławnego i 8 mojżeszowego.
Po II wojnie światowej w granicach Związku Sowieckiego. Od 1991 w niepodległej Białorusi.